# القرين السفلى (ذي ناعم)

تعديل مصدري - تعديل

القرين السفلى هي إحدى قرى عزلة المنقطع بمديرية ذي ناعم التابعة لمحافظة البيضاء، بلغ تعداد سكانها 376 نسمة حسب تعداد اليمن لعام 2004.